# Granja de Moreruela (kommun)
Granja de Moreruela är en kommun i Spanien.   Den ligger i provinsen Provincia de Zamora och regionen Kastilien och Leon, i den nordvästra delen av landet, 230 km nordväst om huvudstaden Madrid. Antalet invånare är 302.